# JIS-halvledertypebenævnelse
Japanese Industrial Standards (JIS) har standardbenævnelsen JIS-C-7012 for halvlederkomponent typebenævnelser. Det første ciffer benævner p-n overgangsantallet ("3" kan også benævne en dobbelgate-FET); herefter følger bogstavet "S", så:
| 2. bogstav | Halvledertype                                              |
| ---------- | ---------------------------------------------------------- |
| <intet>    | Diode                                                      |
| A          | højfrekvens PNP bipolar transistor                         |
| B          | audio frekvens PNP bipolar transistor                      |
| C          | højfrekvens NPN bipolar transistor                         |
| D          | audio frekvens NPN bipolar transistor                      |
| E          | Diode                                                      |
| F          | Tyristor                                                   |
| G          | Gunn-diode                                                 |
| H          | Unijunction-transistor                                     |
| J          | P-kanal felteffekttransistorer (FET) (både JFET og MOSFET) |
| K          | N-kanal FET (både JFET og MOSFET)                          |
| M          | TRIAC                                                      |
| Q          | lysdiode                                                   |
| R          | ensretter                                                  |
| S          | Signaldiode                                                |
| T          | Avalanche-diode                                            |
| V          | Kapacitetsdiode                                            |
| Z          | Zenerdiode                                                 |

Så følger Japan Electronics and Information Technology Industries Association's Electronic DEvice REgistration Center (JEITA-EDEREC)-tildelte del nummer, eventuelt efterfulgt af følgende suffiks (såsom "A", "B", "C", eller "R", "O", "BL", som står for henholdsvis "rød", "orange", "blå" osv.) til at benævne varianter, såsom hFE (gain) grupperinger.

I ældre tid anvendte man farvede prikker på halvlederkomponenter i stedet for suffiks farveangivelsen.
Eksempel: 2SD965, men mange gange er "2S" præfiks ikke markeret på pakken/huset – en 2SD965 er typisk kun markeret "D965"; en 2SC1815 kan f.eks. kun listes hos en forhandler som "C1815", hvilket kan give forvirring med Pro Electron forkortelsesmarkeringer, fordi en transistor markeret med "D965" enten kan være en 2SD965 eller en BD965.